# Grupo de empresas
Grupo de empresas o grupo empresarial es, en derecho y economía, un conjunto de empresas integrado por una sociedad dominante o empresa matriz y sus dominadas, filiales o subsidiarias.
Si bien cada empresa del grupo es una persona jurídica diferente, el grupo ha de presentar estados financieros consolidados y atenerse a regulaciones especiales para mantener el derecho de la competencia que evite la formación de un trust.
Cuando las empresas filiales del grupo de empresas pertenecen a diferentes sectores económicos se denomina específicamente un conglomerado de empresas, y cuando la única función de la empresa matriz es la de tener o administrar la propiedad de otras sociedades se denomina holding.

## Motivos para la creación de grupos de empresas
En el tráfico económico es habitual acudir a la formación de grupos de empresas por distintos motivos:
- Fusiones: En ocasiones, para evitar una fusión completa de dos sociedades, con toda su complejidad administrativa, se procede a una simple adquisición de las acciones. La sociedad adquirente pasa a ser matriz de la adquirida, tomando el control de sus decisiones.
- Motivos organizativos: Una empresa decide dividir su negocio en diferentes particiones, cada una controlada por una empresa con órganos de administración específicos. Con ello logra un control más especializado, y convierte a la matriz en una empresa holding, o simple propietaria de acciones.
- Limitación de responsabilidad: Ante la implantación de negocios nuevos con cierto riesgo, en ocasiones se decide crear una sociedad nueva que los lleve a cabo con un capital específico, limitando los riesgos de la operación.
- Inversión en el extranjero: Para simplificar las operaciones, se crean empresas nuevas en el país en el que se va a invertir. Con ello se evitan desde problemas administrativos hasta aranceles.

## Normativa

### España
En España, se encuentra regulada, entre otras normas, el artículo 42 del Código de Comercio y por la norma de elaboración de las cuentas anuales n.º 15.ª "Partes vinculadas del Plan General de Contabilidad (PGC)", y n.º 11 del Plan General de Contabilidad de Pequeñas y Medianas Empresas.
También está regulada en los artículos 7 a 9 de la Ley de Defensa de la competencia 2007 y el procedimiento de control de la concentración económica en los artículos 55 a 60 del mismo texto legislativo (LDC).

### Chile
En Chile, la definición de grupo empresarial se encuentra contenida en el Título XV de la Ley 18.045, de Mercado de Valores, específicamente en su artículo 96, entendiéndose como «el conjunto de  entidades que presentan vínculos de tal naturaleza en su propiedad, administración o responsabilidad crediticia, que hacen presumir que la actuación económica y financiera de sus integrantes está guiada por los  intereses comunes del grupo o subordinada a éstos, o que existen riesgos financieros comunes en los créditos que se les otorgan o en la adquisición de valores que emiten».